# Thelenota ananas
Thelenota ananas is een zeekomkommer uit de familie Stichopodidae. De wetenschappelijke naam van de soort werd in 1833 als Trepang ananas gepubliceerd door Wilhelm Friedrich Jäger. De soort komt voor in het tropische deel van de Indische en Grote Oceaan. 

## Beschrijving
Thelenota ananas is een soort zeekomkommer die wordt gekenmerkt door zijn grote formaat, warme kleuren en puntige, stervormige spenen die het hele lichaam bedekken, gegroepeerd in rijen van 2 of 3. Hun lichaam is rood-oranje van kleur, met de spenen iets donkerder. Hij wordt 2,5 tot 7 kg zwaar en tot 80 cm lang, en hebben talrijke grote buisvoeten aan de platte buikzijde van hun lichaam. T. ananas is een langzaam groeiend organisme. Hij wordt gevonden op diepten tot zo'n 30 meter, meestal bij riffen.

## Verspreiding en leefgebied
Deze dieren leven in de Rode Zee en de tropische Indo-Pacific, noordelijk tot Japan en oostelijk tot de eilanden van de Grote Oceaan. Ze leven individueel op de zand- en puingebieden tussen individuele koraalriffen op een diepte van 2 tot 30 meter. Thelenota ananas voeden zich met detritus en ander organisch materiaal dat ze uit de grond opnemen.

## Synoniemen
- Holothuria grandis Brandt, 1835
- Mülleria formosa Selenka, 1867
- Holothuria hystrix Saville-Kent, 1890